# Liste der politischen Parteien und Organisationen in Namibia
Die Liste der politischen Parteien und Organisationen in Namibia behandelt die Parteien und registrierte politische Organisationen in dem afrikanischen Staat Namibia. Die Parteien müssen von der amibischen Wahlkommission (ECN) zugelassen werden.
In Namibia sind eine Vielzahl unterschiedlicher Parteien zugelassen, jedoch besteht in Namibia auf Grund der Dominanz der regierenden SWAPO die Tendenz zu einem Einparteiensystem.

## Parteien

### Registrierte Parteien
Stand: Juni 2025
| Partei                                            | Abkürzung | Im Parlament | Ausrichtung                             | Mitgliederzahl |
| ------------------------------------------------- | --------- | ------------ | --------------------------------------- | -------------- |
| Action Democratic Movement Party                  | ADM       | nein         |                                         |                |
| Affirmative Repositioning                         | AR        | seit 2025    | radikal                                 |                |
| All People’s Party                                | APP       | seit 2010    |                                         | 50.000 (2013)  |
| Body of Christ Party                              | BCP       | seit 2025    |                                         |                |
| Christian Democratic Voice Party                  | CDV       | 2020–2025    | christdemokratisch                      |                |
| Congress of Democrats                             | COD       | 2000–2015    | demokratisch (sozialistisch)            |                |
| Independent Patriots for Change                   | IPC       | seit 2025    | patriotisch                             |                |
| Landless People’s Movement                        | LPM       | seit 2020    |                                         |                |
| Monitor Action Group                              | MAG       | 1995–2010    | rechts                                  | 300 (2004)     |
| Namibia Economic Freedom Fighters                 | NEFF      | seit 2020    | radikal-sozialistisch                   |                |
| Namibia Progressive Party                         | NAPPA     | nein         |                                         |                |
| National Democratic Party of Namibia              | NDP       | seit 2025    | regionaler Fokus/rechts                 |                |
| National Empowerment Fighting Corruption          | NEFC      | nein         |                                         |                |
| National Patriotic Front                          | NPF       | nein         |                                         |                |
| National Unity Democratic Organisation of Namibia | NUDO      | seit 2005    | ethnisch                                |                |
| People United for Change                          | PUC       | nein         | ethnisch                                |                |
| Popular Democratic Movement                       | PDM       | seit 1990    | konservativ                             |                |
| Rally for Democracy and Progress                  | RDP       | 2010–2025    | demokratisch                            |                |
| Republican Party of Namibia                       | RP        | seit 2005    | konservativ                             | 10.000 (2004)  |
| SWANU of Namibia                                  | SWANU     | seit 2010    | radikal panafrikanistisch/sozialistisch | 4.000 (2004)   |
| SWAPO Party of Namibia                            | SWAPO     | seit 1990    | sozialistisch/demokratisch              |                |
| United Democratic Front of Namibia                | UDF       | seit 1990    | ethnisch                                | 35.500 (2004)  |
| United Namibians Party                            | UNP       | nein         |                                         |                |
| United People’s Movement                          | UPM       | 2015–2020    | regionaler Fokus                        |                |
| Workers Revolutionary Party                       | WRP       | 2015–2020    | kommunistisch                           |                |

### Sonstige Parteien
Sonstige politische Parteien und politische Bewegungen, die (Stand Oktober 2024) nicht offiziell als Partei registriert sind.
| Partei                                      | Abkürzung | im Parlament | Ausrichtung |
| ------------------------------------------- | --------- | ------------ | ----------- |
| Christian Political Party                   | CPP       | nein         | christlich  |
| Liberal Party of Namibia                    | LPN       | nein         | liberal     |
| Namibia Democratic Party 1                  | NDP       | nein         | rechts      |
| Namibia People's Organisation               | Nampo     | nein         | links       |
| People's Democratic Movement 1              | PDM       | nein         |             |
| Social Freedom Party                        | SFP       | nein         |             |
| Socio-Economic Liberation of the Masses     | SELMA     | nein         | rechts      |
| United Democratic Party – Caprivi Freedom 2 | UDP       | nein         | regional    |
| Voice of Namibia                            | VON       | nein         |             |

### Nicht mehr zugelassene Parteien
| Partei                                 | Abkürzung | im Parlament | Ausrichtung | Aberkennung |
| -------------------------------------- | --------- | ------------ | ----------- | ----------- |
| Democratic Party                       | DPN       | nein         |             | Juni 2024   |
| Democratic Coalition of Namibia        | DCN       | nein         |             | Anfang 2024 |
| Federal Convention of Namibia          | FCN       | nein         |             | Anfang 2024 |
| Namibia Democratic Movement for Change | NamDMC    | nein         |             | Anfang 2024 |

### Historische Parteien
| - ǀAi-ǁGamsKlicklaut Conference Group - Action Christian National (ACN) - Action Front for the Retention of Turnhalle Principles (ACTUR) - Action National Settlement (Aksie Nasionale Skikking) (ANS) - African Communities League (ACL) - African Improvement Society (AIS) - African National Bond - African Peoples Organisation - Afrikaner Weerstands Beweging (AWB) - Aksie Kontra 435 (Action against 435) - A Right to Shelter Foundation of Namibia - Association for the Preservation of the Tjamuaha-Maharero Royal House - Bantu Welfare Club - BLANKSWA (White SWA) - BOERSWA - Bondelswarts Council - Breaking the Wall of Silence - Burgerorganisasie van Rehoboth - Bushman Alliance (BA) - Caprivi African National Union (CANU) - Caprivi Alliance Party (CAP) - Christian Democratic Action for Social Justice (CDA) - Christian Democratic Party (CDP) - Christian Democratic Union (CDU) - Christian Political Party (CPP) - Coloured Advisory Council - Coloured Council - Committee of Parents - Communist Party of Namibia (CPN) - Council for Coloured Affairs - Damara Action Group (DAG) - Damara Advisory Council - Damara Christian Democratic Party (DCDP) - Damara Council - Damara Executive Committee (DEC) - Damara Tribal Executive Committee (DTEC) - Damara United Front (DUF) - Democratic Action for Namas (DAN) - Democratic Co-operative Party (DEMCOP) - Democratic Organisation of Namibia - Democratic People’s Party (DPP) - Democratic Turnhalle Party (DTP) - Democratic Turnhalle Party of Namibia (DTPN) - Deutsche Afrikanische Partei (DAP) - Deutsche Aktion: Deutsch-Südwester Komitee (DSK) - Deutsche Front - Deutsche Wohlfahrtsgesellschaft (German Charitable Association) - Deutscher Bund für Südwestafrika (DB) - Deutscher Südwest Bund (DSWB) - Economic League (EL) - Economic Party - Eenheidsfront (Unity Front) - Federal Coloured People’s Party (FCPP) - Federal Convention of Namibia (FCN) - Federal Party (FP) - Forum for the Future, October 1998 - Green Band Organisation - Herero Chiefs’ Council - Herstigte Nasionale Party (HNP) - Hoachanas Community - Independence and National Convention Party - Independent Economic Party - Independent South West Party - Interessengemeinschaft Deutschsprachiger Südwester (IG) Interessengemeinschaft Deutschsprechender für Namibia (IG) - Ipelegeng Democratic Party (IDP) - Kavango Action Group (KAG) - Kavango Alliance Party (KAP) - Keetmanshoop Community | - Kleurling Ouer-Onderwyser Vereniging (KOOV) - Labour Front (LF) - Labour Party (LP) - Legal Assistance Centre - Liberal Party - Liberated Democratic Party (LDP) - Liberated Democratic Party/Rehoboth Liberation Front (LDP/LF) - Lüderitzbucht Foundation - Mandate Party - Mandume Movement - Mbanderu Council - Mmabatho People’s Party (MPP) - Multi-Party Conference (MPC) - Nama Alliance - Nama Chiefs’ Council - Namaland People’s Congress - Namibia African National Union (NANU) - Namibia African People’s Democratic Organisation (NAPDO) - Namibia Christian Democratic Party (NCDP) - Namibia Democratic Party - Namibia Independence Party (NIP) - Namibia National Convention (NNC) - Namibia National Council - Namibia National Democratic Coalition (NNDC) - Namibia National Democratic Party (NNDP) - Namibia National Front (NNF) - Namibia National Independence Party (NNIP) - Namibia Patriotic Coalition (NPC) - Namibia Peace Plan 435 (NPP-435) - Namibia People’s Liberation Front (NPLF) - Namibia United Front (NUF) - Namibia Volksparty (People’s Party) - Namibia Women's Action for Equality Party - Namibian National Students' Organisation (NANSO) - Namibian Women’s Voice - National Convention (NC) - National Convention Independence Party (NACIP) - National Convention of Freedom Parties of Namibia (NCFP) - National Democratic Party (NDP) - National Democratic Party of Namibia (NDPN) - National Democratic Unity Party (NDUP) - National Independence Party (NIP) - National Independence People’s Party (NIPP) - National Party of South West Africa (NPSWA) - National Progressive Party (NPP) - National Society for Human Rights (NSFHR) - Nationalsozialistische Deutsche Arbeiterpartei (NSDAP) - Native Advisory Board - NUDO Progressive Party (NUDO-PP) - Omaruru Political Society - Original People’s Party of Namibia (OPPN) - Otjiserandu (Red Band Organisation or Truppenspieler) - Ovamboland Independence Party (OIP) - Ovamboland People’s Congress (OPC) - Ovamboland People’s Organisation (OPO) - Parents’ Committee - Patriotic Unity Movement - Political Consultative Council (PCC) - Popular Movement 1904 (PM 1904) - Progressive Association Damara - Progressive People’s Party (PPP) - PROSWA/Namibia Foundation - Rehoboth Action Group (RAG) | - Rehoboth Baster Association (RBA) - Rehoboth Burgervereniging (Rehoboth Civic Organisation) - Rehoboth Democratic Party* Rehoboth Democratic Turnhalle Alliance Party (RDTAP) - Rehoboth Free Democratic Party (RFDP) - Rehoboth Liberated Democratic Party (RLDP) - Rehoboth Liberation Front (RLF) - Rehoboth Liberation Party - Rehoboth Tax Payers Association - Rehoboth People’s Party/Rehoboth Volkspartei - Riemvasmaak United Party (RUP) - Seoposengwe Party - Socialist Alliance of Namibia (SAN) - Society for the Advancement of the African People in South West Africa - South West Africa Coloured Peoples’ Bond (SWACPB) - South West Africa League - South West Africa National Liberation Front (SWANLIF) - South West Africa National Party (SWANP) - South West Africa National United Front (SWANUF) - South West Africa People’s Organization-Democrats (SWAPO-D) - South West Africa Progressive Association (SWAPA) - South West African Coloured Teachers’ Association (SWACTA) - South West African Democratic Union (SWADU) - South West African Labour and Farmers’ Party (SWALFP) - South West African Labour Party (SWALP) - South West African Liberation Front (SWANLIF) - South West African National Congress (SWANC) - South West African Non-European Unity Movement (SWANEUM) - South West African People’s Democratic United Front (SWAPDUF) - South West Party (Suidwes Party) - SWA Action Group (SWAAG) - SWA Coloured Organisation (SWACO) - SWA Student Body (SWASB) - SWA United National Independence Organisation (SWAUNIO) - SWA Vroue (SWA Women) - SWANU-MPC - South West National Party (SWNP) - SWANU-Progressive (SWANU-P) - SWAPO for Justice - True Namibia Independence Party (TNIP) - Truppenspieler-Organisation of the Ovambo 120 - Tswana Alliance - Union Party (Unie Party) - United Democratic Front of Namibia (UDF) - United Democratic Party (UDP) - United Liberation Movement (ULM) - United Nama Independence People’s Party (UNIPP) - United Namib Independence Party - United Namibia People’s Party (UNPP) - United National South West Party (UNSWP) - United Party in SWA (UP) - United Party of Namibia - Universal Negro Improvement Association (UNIA) - Vaalgras Community - Voice of the People Party - Volksdeutsche Gruppe - Volksorganisasie van Suidwes-Afrika - Wit Weerstandsbeweging (White Resistance Movement) - Witbooi Community of Gibeon - Zuid West Vereniging |

## Registrierte politische Organisationen
Stand: August
| Organisation                                             | Abkürzung | Ort           | im Lokalrat vertreten |
| -------------------------------------------------------- | --------- | ------------- | --------------------- |
| Association for Localised Interest                       | ASOLI     |               | nein                  |
| A Right to Shelter Foundation of Namibia                 | A-RTS-N   |               | nein                  |
| Civic Association of Henties Bay                         | CA-H      | Henties Bay   | nein                  |
| Gobabis Residents Association                            | GRA       | Gobabis       | nein                  |
| Joint Walvis Bay Residents Association                   | JWRA      | Walvis Bay    | ja                    |
| June 16 Movement                                         |           | Windhoek      | nein                  |
| Karibib Residents Association                            | KRA       | Karibib       | nein                  |
| Katima Alliance Development Association                  | KADA      | Katima Mulilo | nein                  |
| Khorixas Constituency Residents Association              | KCRA      | Khorixas      | nein                  |
| Okahandja Rate Payers Association                        | ORPA      | Okahandja     | nein                  |
| Okakarara Residents Association Fighting for Development | ORAFD     | Okakarara     | nein                  |
| Omaruru Community Development Organization               | OCDO      | Omaruru       | nein                  |
| Omuthiya People’s Association                            | OPA       | Omuthiya      | nein                  |
| Promised Land Residents Association                      | PLRA      | Okahandja     | nein                  |
| Rehoboth Independent Town Management Association         | RITMA     | Rehoboth      | ja                    |
| Rundu Concerned Citizens Association                     | RCCA      | Rundu         | nein                  |
| Rundu Urban Community’s Association                      | RUCA      | Rundu         | nein                  |
| Swakopmund Residents Association                         | SRA       | Swakopmund    | ja                    |

### Ehemalige Organisationen (Auswahl)
- Ada ǀGui – Senior Citizens and Destitute
- Concerned People’s Organisation Keetmanshoop
- Local Community Association Mariental
- Local Community Association Windhoek
- Omaruru Residents Association
- Otavi Residents Association